# The Bookseller
The Bookseller è un periodico britannico con notizie sul settore editoriale. Philip Jones è redattore capo dell'edizione cartacea settimanale della rivista e del sito web. La rivista ospita il Bookseller /Diagram Prize for Oddest Title of the Year ("Diagram Prize per il titolo più strano dell'anno"), un premio umoristico assegnato ogni anno al libro con il titolo più strano. Il premio è organizzato da Horace Bent, giornalista del The Bookseller, ed è stato amministrato negli ultimi anni dall'ex vicedirettore, Joel Rickett, e dall'ex redattore delle classifiche, Philip Stone. We Love This Book è il sito web gemello trimestrale per i consumatori e la newsletter via e-mail.
Il periodico, disponibile in abbonamento, viene letto da circa 30.000 persone ogni settimana, in più di 90 paesi, e contiene le ultime notizie dal mondo dell'editoria e della vendita di libri, approfondimenti, anteprime dei libri prima della pubblicazione e interviste agli autori. È la prima pubblicazione a pubblicare elenchi settimanali ufficiali dei bestseller nel Regno Unito. Ha inoltre creato la prima classifica delle vendite di e-book con sede nel Regno Unito. Il sito è visitato ogni mese da 160.000 utenti unici.
Il periodico produce anche circa una dozzina di speciali su base annuale, inclusi i libri dell'anno e quattro "guide per gli acquirenti". The Bookseller pubblica inoltre tre quotidiani alla Fiera del libro di Londra, che si tiene in aprile, alla Fiera del libro per ragazzi di Bologna e alla Fiera del libro di Francoforte, in ottobre.